# Shannon-Erne-Kanal

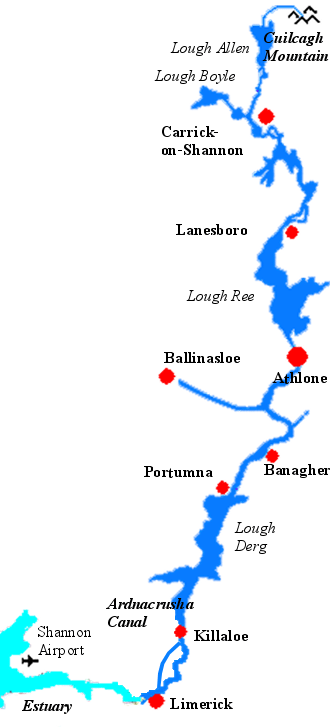
Verlauf des Shannon

Der Shannon-Erne-Kanal (englisch Shannon-Erne Waterway, irisch Uiscebhealach na Sionainne-na hÉirne) ist ein Verbindungs-Kanal zwischen dem Shannon in der Republik Irland und dem Fluss Erne, der hauptsächlich Nordirland bzw. die Grafschaft Fermanagh durchfließt. Bewirtschaftet wird er von der Waterways-Ireland-Gesellschaft. Diese Gesellschaft, die Navigationsbehörde, ist die einzige gemeinsame Verwaltung von Nordirland und der Republik Ireland, also von der gesamten Insel, die aus dem »Good Friday Agreement« hervorgegangen ist.
Der Schifffahrtsweg, vormals Ballinamore & Ballyconnell Canal genannt, hat eine Länge von insgesamt 63 km. Er zählt zwischen Carrick-on-Shannon im County Leitrim bis zum See Upper Lough Erne im County Fermanagh 16 Schleusen.
Der Kanal wurde im Jahre 1860 in Betrieb genommen, war jedoch ein völliger wirtschaftlicher Misserfolg und wurde faktisch bereits 1869 wieder geschlossen. Nach umfangreichen Instandsetzungsarbeiten wurde der Kanal am 23. Mai 1994 bei der Corraquill-Schleuse im County Fermanagh offiziell wieder eröffnet. Von den Quivvy Waters am Lough Erne führte einst der Ulster Canal bis zum Lough Neagh. Es gibt Pläne diesen Canal wieder zu revitalisieren. Bis zum Castle Saunderson erfolgen bereits Bauarbeiten.
Der Kanal bildet zusammen mit dem Fluss Shannon, den Erne-Seen und dem Grand Canal, sowie Royal Canal das größte Hausboot-Revier Europas. Den Freizeitkapitänen stehen weit über 1000 km zusammenhängende Wasserwege zur Verfügung. Ein Führerschein wird nicht benötigt. Am Grand Canal ab Athy kann man auch noch den River Barrow befahren. Dort sollte man allerdings nur ein Narrowboat verwenden.